# Giorgio Corbelli
Giorgio Corbelli (Santarcangelo di Romagna, 17 luglio 1955) è un imprenditore e dirigente sportivo italiano.

## Biografia
Nel 1982 iniziò la sua attività imprenditoriale nella provincia bresciana fondando Telemarket e poi rilevando la rete di Elefante Tv con cui diffondeva la programmazione di Telemarket, emittente nazionale specializzata nel commercio di opere d'arte: i 2 canali erano gestiti dalla società Servizi TV, che era una proprietà sempre di Giorgio Corbelli. Dopo acquisì la casa d'aste Semenzato quindi entrò nell'azionariato di Finarte, che all'epoca era la maggiore azienda italiana nel settore delle vendite all'asta, quotata in borsa.
In campo sportivo, a partire dalla stagione 1988-89 diventò presidente del Basket Brescia, passando poi due anni (1991-1993) alla presidenza della squadra cestistica di Forlì. Nel 1994 acquisì i diritti dell'Aurora Desio per trasferire la società a Roma, salvando i capitolini dalla retrocessione in A2. Corbelli fu presidente del sodalizio romano fino al 1999 cedendo la squadra a Claudio Toti nel 2001 dopo due anni di presidenze transitorie.
Nel settembre 1991 entrò nel mondo dei giornali, costituendo la società «Edizioni Bresciane» e comprando La Gazzetta di Brescia dal precedente proprietario Edoardo Longarini:  il quotidiano chiuse nel novembre 1992.
Nel 2000 entrò nel mondo del calcio acquistando quote di maggioranza del Napoli, salvo poi uscirne due anni più tardi per la difficile condizione economica della squadra e per vicende giudiziarie che implicarono le sue aziende. Era già comproprietario del San Marino Calcio.
Sempre in ambito cestistico, nell'estate 2002 acquisì dal vecchio proprietario Sergio Tacchini l'Olimpia Milano, la più prestigiosa e titolata squadra della pallacanestro italiana. La mantenne fino al 2008, anno in cui gli subentrò lo stilista Giorgio Armani. Dal novembre 2010 fu presidente del Basket Rimini Crabs, formazione che partecipava al campionato di Legadue prima della liquidazione dell'estate seguente.
Finarte fu dichiarata fallita dal Tribunale di Milano nel marzo 2012: Corbelli fu condannato in primo grado a un anno e otto mesi. In precedenza aveva già subito un'altra condanna per il dissesto finanziario del Napoli, insieme all'ex presidente Corrado Ferlaino. Nel 2019 fu condannato e messo agli arresti domiciliari per associazione a delinquere finalizzata alla falsificazione delle opere pittoriche e grafiche di autori contemporanei, truffa ai danni di migliaia di clienti, ricettazione e riciclaggio di denaro. L’inchiesta riguardò la vendita di opere d’arte falsificate tramite i canali televisivi di Telemarket e Telemarket 2. L'anno successivo fu condannato in via definitiva anche per il fallimento della Finarte.